# Anadoluvius turkae
 Anadoluvius turkae  ist eine ausgestorbene Art der Primaten aus der Gattung Anadoluvius, die während des späten Miozäns in der Türkei vorkam. In Zentralanatolien, am nordöstlichen Rand des Çankırı-Beckens entdeckte Fossilien, die zu dieser Art gestellt wurden, sind laut Erstbeschreibung der Gattung 8,7 Millionen Jahre alt. Im Jahr 2007 waren drei Kiefer-Fragmente, die 2023 Anadoluvius turkae zugeschrieben wurden, aufgrund morphologischer Gemeinsamkeiten mit Ouranopithecus macedoniensis zunächst als Ouranopithecus turkae benannt und als zweite Art der Gattung Ouranopithecus beschrieben worden.
Die genaue Einordnung von Anadoluvius turkae in den Stammbaum der Menschenaffen ist ungeklärt.

## Namensgebung
Die Bezeichnung der Gattung Anadoluvius geht zurück auf altgriechisch ἀνατολή Anatolḗ, deutsch ‚Sonnenaufgang, Osten‘ und ist abgeleitet von der heutigen türkischen Bezeichnung „Anadolu“ für Anatolien. Das Epitheton turkae verweist ebenfalls auf den Fundort in der Türkei. Anadoluvius turkae bedeutet folglich sinngemäß ‚türkischer Affe aus Anatolien‘.

## Erstbeschreibung
Als Holotypus der Gattung Anadoluvius und ihrer Typusart Anadoluvius turkae wurde im Jahr 2023 in der Erstbeschreibung durch Ayla Sevim-Erol et al. das Fragment eines Oberkiefers mit 13 erhaltenen Zähnen eines erwachsenen Individuums ausgewiesen (Archivnummer CO-205). Als Paratypen wurden dem Holotypus der teilweise bezahnte Unterkiefer eines jugendlichen Individuums (CO-300) und ein gleichfalls teilweise bezahntes Fragment des Unterkiefers eines erwachsenen Individuums (CO-710) von der gleichen Fundstelle beigegeben. Bei diesen drei Kiefern handelt es sich um die im Jahr 2007 als Ouranopithecus turkae bezeichneten Fossilien. Die Umbenennung von Ouranopithecus turkae in Anadoluvius turkae beruht auf einem zwischenzeitlich entdeckten und ebenfalls als Paratypus benannten Fragment eines gut erhaltenen, weiblichen Gesichtsschädels (CO-2100/2800) mit fast vollständigem Stirnbein und der Bezahnung im Bereich des rechten Oberkiefers (Eckzahn bis Molar M2).
Alle Fossilien werden im Institut für Anthropologie der Universität Ankara aufbewahrt.

## Merkmale und Habitat
Die Körpergröße von Anadoluvius ist vergleichbar mit der von weiblichen Gorillas. In der Erstbeschreibung als Ouranopithecus turkae im Jahr 2007 wurden die unterschiedlich großen Kiefer der Fossilien als Zeichen eines möglichen Sexualdimorphismus gedeutet. Das Habitat wurde aufgrund der Begleitfunde als savannen-artig interpretiert, das heißt als Grasland mit lockerem, teilweise – belegt durch Schlank- und Stummelaffen sowie Meerkatzenverwandte –  aber auch dichterem Baumbestand.

## Verwandtschaftliche Nähe zu anderen Arten
In der 2007 publizierten Erstbeschreibung der Kieferfunde als Ouranopithecus turkae wurde erörtert, dass die schon länger aus Griechenland bekannte und auf ein Alter von 9,6 bis 8,7 Millionen Jahre datierte Art Ouranopithecus macedoniensis aufgrund von Merkmalen der Zähne wiederholt als möglicher Vorfahre von Australopithecus interpretiert worden sei. In ihrer Studie aus dem Jahr 2007 kamen die Bearbeiter der drei Kiefer jedoch zu dem Schluss, dass deren Bezahnung im Unterschied zu Orrorin, Ardipithecus, Sahelanthropus und den Arten der Gattung Australopithecus an eine hartfaserige, abrasive Nahrung angepasst war. Daher könne man die drei Kiefer nicht der direkten Vorfahrenlinie der Schimpansen und der Hominini zuordnen, man müsse ihre fossilen Besitzer vielmehr als zeitlich parallele Gattung zu dieser Entwicklungslinie interpretieren; die Merkmalsähnlichkeiten von Ouranopithecus turkae und der späteren Australopithecinen wurden somit 2007 als konvergent interpretiert.
2023 wurde die Umbenennung insbesondere mit den Merkmalen der Zahnwurzeln, des Zwischenkieferbeins und anderer Merkmale des Gesichtsschädels CO-2100/2800 begründet.

## Belege
1. 1 2 3  Ayla Sevim-Erol, David R. Begun,  Çilem Sönmez Sözer et al.: A new ape from Türkiye and the radiation of late Miocene hominines. In: Communications Biology. Band 6, Artikel Nr. 842, 2023, doi:10.1038/s42003-023-05210-5.
2. ↑  Erksin Savas Güleç, Ayla Sevim, Cesur Pehlevan und Ferhat Kaya: A new great ape from the late Miocene of Turkey. In: Anthropological Science. Band 115, Nr. 2, 2007, S. 153–158, doi:10.1537/ase.070501.
3. ↑  Raymond L. Bernor: New apes fill the gap. In: PNAS. Band 104, Nr. 50, 2007, S. 19661–19662, doi:10.1073/pnas.0710109105.